# لإرضاء السيدة (فلم 1950)
لإرضاء السيدة (بالإنجليزية: To Please a Lady) فيلم دراما أكشن أمريكي عرض عام 1950 من إخراج كلارنس براون، وبطولة كلارك غيبل، باربارا ستانويك.

## روابط خارجية
- مقالات تستعمل روابط فنية بلا صلة مع ويكي بيانات